# When You’re Gone (Avril Lavigne-dal)
A When You're Gone Avril Lavigne második kislemeze, a The Best Damn Thing című albumról. A dalt Avril közösen írta Butch Walkerrel, aki a szám producere is volt. A kislemez megjelent 2007. június 19-én.

## Háttér
Avril Lavigne azt mondta a számról, hogy "ha valakit szeretünk, és elköszönünk tőle, minden kis apróság, ami vele kapcsolatos hiányzik". A dalt talán ihlette Lavigne exférje, Deryck Whibley, bár egy interjú során, amit Észak-Írországban rögzítettek, ez nem derült ki. Az énekesnő szerint ő neki nem állt szándékában szerelmes dalt írni, de ő írt egy lassú nótát, ami érzelmeket mozgatott meg benne.
A Billboard magazin úgy jellemezte a dalt, mint "egy power ballada, amiben zongorát és szintetizátort alkalmaznak". Rob Mathers, a zeneszerző hangszerelte a dalt, aki elárulta az elején tényleg használtak szintetizátort, mielőtt a zongora ötlete jött volna.

## Kritikai fogadása
Bill Lamb az About.com-tól az ötből négy csillagot adott rá, mondván "When You're Gone Avril Lavigne legnagyobb slágere minden, csak nem finom".  "A "When You're Gone" egy nagy vágyakozó pop ballada az elválás fájdalmáról, amikor egy szerettünktől búcsúzunk el, Lavigne saját szavaival." "Hangulatos szintivel kezdődik, majd zongorával folytatódik, és követi egy kis gitár majd Avril nyitó énekét. A zenei élet be van állítva az érzelmes balladákra".
Egy AOL rádió szavazáson a dalt megszavazták Lavigne nyolcadik legjobb számának.

## Videóklip
A videó rendezője Marc Klasfeld volt, aki jól ismert, mert rendezett videóklipeket a Sum 41-nak. A videóban egy terhes nő is látható, aki szomorú, mert a férjét elküldték a háborúba, egy özvegy férj, akinek elhunyt a felesége és egy tizenéves pár, akiket a lány édesanyja eltilt egymástól. Bemutatnak a videóban három kapcsolatot különböző korcsoportokban, de ugyanabban a helyzetben. Lavigne a klipről azt mondta, hogy nagyon személyes.
A videót részben a California State University, Northridge 's Botanikus Kertben forgatták. A klipet Kanadában június 6-án a MuchMuch csatornán mutatták be 05:00-kor. Az Egyesült Államokban a premierje június 21-én volt az MTV' TRL-en. Mindkét országban a videó egy zenei listán elérte az első helyet.
A 2008-as Much Music Award's-on a videó nyert a "People Choices: Kedvenc kanadai művész" kategóriában.

## Fogadása
2005. május 5-én a kilencvenedik helyen debütált a Billboard Hot 100-on, és a Billboard Pop 100-on hetvenhetedik helyen kezdett. A dal később újra feltűnt a listán, és elérte a Hot 100-on a 24. helyet, míg a Pop 100-on 16. lett.
Európában jobban szerepelt a listákon. Az UK Singles Chart-on harminckettedik helyen debütált, és elérte a harmadik helyet. A szigetországban év végén az 54. legjobban vásárolt dal volt. Írországban elérte a negyedik helyet. Egész Európában a legjobb húszban szerepelt: Ausztriában, Dániában, Franciaországban, Németországban, Olaszországban, Spanyolországban és Svédországban, azonban Belgiumban egy kis sikertelensége volt, ugyanis ott az első húszat nem érte el.
Indonéziában is jól teljesített, az első héten negyvennyolcadik volt, majd a következő héten negyvenkét helyet ugrott fölfelé a listán, ezzel a harmadik legnagyobb ugrása volt. Az ötödik héten listavezető lett, leverte Fergie "Big Girls Don't Cry" című dalát, és hat héten keresztül első maradt. November 9-én pedig Argentínában is listavezető lett 15 hét után.
A dalnak van egy akusztikus változata, a The best Damn Thing deluxáján, amely más, mint az eredeti, és annak Dr. Luke volt a producere.

## Dallista
- Japán CD

1. When You're Gone (Album verzió) – 4:00
2. Girlfriend (Japán változat) – 3:35

- Angol/Francia CD

1. When You're Gone (Album verzió) – 4:00
2. Girlfriend (Dr. Luke remix Lil Mama-val) – 3:25

- Ausztrál/tajvani CD

1. When You're Gone (Album verzió) – 4:00
2. Girlfriend (Dr. Luke remix Lil Mama-val) – 3:25
3. Girlfriend (Submarines' Time Warp 66 Mix) – 3:35
4. When You're Gone (videó) – 4:08

## Ranglisták
| Ranglista (2007)                  | Helyezés |
| --------------------------------- | -------- |
| U.S. Billboard Hot 100            | 24       |
| Australia ARIA Top 50 Singles     | 4        |
| Austria Top 75 Singles            | 10       |
| Belgium Top 50 (francia) Singles  | 31       |
| Belgium Top 50 (holland) Singles  | 2        |
| Canadian Top 50 Singles           | 8        |
| Czeh Republic Singles Chart       | 3        |
| France Top 100 Singles            | 17       |
| Germany Top 100 Singles           | 17       |
| Europe Top 50 Singles             | 4        |
| Italy Top 40 Singles              | 4        |
| New Zealand Singles Chart         | 26       |
| Sweden Top 60 Singles             | 8        |
| Slovakia Top 100 Singles          | 11       |
| Switzerland Top 100 Singles       | 14       |
| UK Official Top 75 Singles        | 3        |
| New Zealand Singles Chart         | 1        |
| U.S. ARC Chart (Radio) Top 40     | 9        |
| U.S. Billboard Adult Contemporary | 13       |
| U.S. Billboard Pop 100            | 16       |
| Venezuelan Singles Chart          | 2        |

### Minősítések
| Minősítés (2007)          |              |
| ------------------------- | ------------ |
| Ausztrália                | Platinalemez |
| Brazília                  | Platinalemez |
| Amerikai Egyesült Államok | Aranylemez   |